# Basket Rimini 1987-1988
Questa voce raccoglie le informazioni riguardanti il Basket Rimini, sponsorizzato Biklim, nelle competizioni ufficiali della stagione 1987-1988.

## Verdetti stagionali
- Campionato di Serie A2:
  - stagione regolare: 11º posto su 16 squadre (bilancio di 12 vittorie e 18 sconfitte).

## Roster

I due americani Mark Smith (nº19) e Andre Goode (nº8) nella trasferta di Porto San Giorgio